# Karel Skála (malíř)
Karel Václav Skála, křtěný Karel Václav, (22. října 1908 Bubeneč – 20. srpna 2001 Praha) byl český malíř a výtvarný pedagog.

## Život
Karel Skála se narodil v Bubenči v rodině knihvazače Václava Skály a jeho ženy Marie rodem Lipertové dcery hostinského z Jilemnice. Později studoval na Státní grafické škole v Praze. V letech 1935–1939 studoval na pražské akademii výtvarného umění u profesora Vratislava Nechleby. V roce 1947 získal stipendium pro studium ve Francii na Académie des Beaux Arts v Paříži u profesora Souverbieho. Od roku 1946 byl učitelem na Akademii výtvarných umění v Praze. Byl členem Pracovní skupiny umělců Církve českomoravské (od roku 1943), Jednoty umělců výtvarných a Českého fondu výtvarných umění (ČFVU). V roce 1958 získal titul Zasloužilý umělec. Maloval portréty a figurální kompozice a akty, ale i krajinářské náměty. Vytvářel také nástěnné figurální kompozice a skleněné vitráže. Věnoval se též reklamní grafice a plakátové tvorbě.
Vystavoval v Plzni, v Topičově salonu v Praze, v Jilemnici atd.. Také v zahraničí např. v Dortmundu, Budapešti, Kolíně nad Rýnem atd. Je zastoupen ve sbírkách Krajské galerie výtvarného umění ve Zlíně, Západočeské galerie v Plzni a dalších státních i soukromých sbírkách.